# National Medal of Science
| Medaljens åtsida... |  | ...och frånsida. |
| Medaljens åtsida... |  | ...och frånsida. |

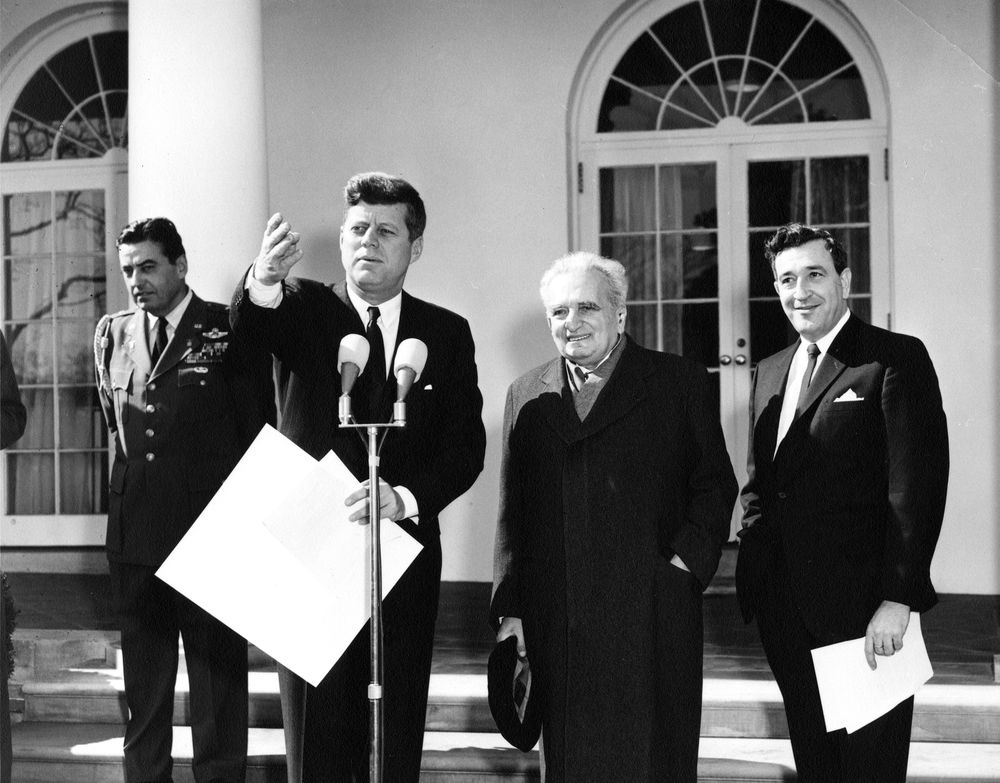
Theodore von Kármán tilldelas den första National Medal of Science av John F. Kennedy den 18 februari 1963.

National Medal of Science, NMS, är en nationell amerikansk hedersbetygelse som delas ut av USA:s president för större vetenskapliga framsteg.
Hedersbetygelsen inrättades av USA:s 86:e kongress 1959 för att hedra forskare inom vetenskapsområdena fysik, biologi, matematik och ingenjörsvetenskap. En kommitté för att utse kandidater etablerades 1961 och utmärkelsen delades ut första gången 1963, för år 1962. Från 1979 ingår även samhällsvetenskap och beteendevetenskap. Kommittén som utser kandidater administreras av National Science Foundation. Reglementet för NMS tillåter upp till 20 mottagare per år, men 8–15 mottagare per år har varit vanligare. För vissa år har ingen utdelning skett, dessa är 1971, 1972, 1977, 1978, 1980, 1984 och 1985. Donald Trump delade inte ut hedersbetygelsen under sin första presidentperiod, varför den sista gången före denna som utmärkelsen delades ut var den 19 maj 2016 av Barack Obama, för åren 2013 och 2014. Joe Biden återupptog sedan utdelningen den 24 oktober 2023 (för 2022), vilket upprepades den 3 januari 2025 (för 2024 – ceremonin förrättades dock ut av Arati Prabhakar, ansvarig för Vita husets vetenskaps- och teknologipolicy).

## Pristagare
- 1962: Theodore von Kármán
- 1963: Luis Walter Alvarez, Vannevar Bush, Cornelis Bernardus van Niel, John R. Pierce, Norbert Wiener
- 1964: Roger Adams, Othmar Ammann, Theodosius Dobzhansky, Charles Stark Draper, Solomon Lefschetz, Neal Elgar Miller, Harold Calvin Marston Morse, Marshall Warren Nirenberg, Julian Seymour Schwinger, Harold Urey, Robert B. Woodward
- 1965: John Bardeen, Petrus Josephus Wilhelmus Debye, Hugh Latimer Dryden, Clarence Johnson, Leon Max Lederman, Warren K. Lewis, Francis Peyton Rous, William Walden Rubey, George Gaylord Simpson, Donald D. Van Slyke, Oscar Zariski
- 1966: Jacob Bjerknes, Subrahmanyan Chandrasekhar, Henry Eyring, Edward F. Knipling, Fritz Albert Lipmann, John Willard Milnor, William C. Rose, Claude Elwood Shannon, John H. van Vleck, Sewall Wright, Vladimir Zworykin
- 1967: Jesse Beams, Francis Birch, Gregory Breit, Paul Cohen, Kenneth Stewart Cole, Louis Plack Hammett, Harry Harlow, Michael Heidelberger, George Bogdan Kistiakowsky, Edwin Herbert Land, Igor Ivanovitj Sikorskij, Alfred Sturtevant
- 1968: Horace Albert Barker, Paul D. Bartlett, Bernard Brodie, Detlev Bronk, John Presper Eckert, Herbert Friedman, Jay Lush, Nathan M. Newmark, Jerzy Neyman, Lars Onsager, Burrhus Frederic Skinner, Eugene Paul Wigner
- 1969: Herbert Charles Brown, William Feller, Robert J. Huebner, Jack Kilby, Ernst Mayr, Wolfgang Panofsky
- 1970: Richard Brauer, Robert Henry Dicke, Barbara McClintock, George Mueller, Albert Sabin, Allan Rex Sandage, John C. Slater, John Archibald Wheeler, Saul Winstein
- 1973: Daniel I. Arnon, Carl Djerassi, Harold E. Edgerton, Maurice Ewing, Arie Jan Haagen-Smit, Vladimir Haensel, Frederick Seitz, Earl W. Sutherland, John W. Tukey, Richard T. Whitcomb, Robert R. Wilson
- 1974: Nicolaas Bloembergen, Britton Chance, Erwin Chargaff, Paul John Flory, William Alfred Fowler, Kurt Gödel, Rudolf Kompfner, James V. Neel, Linus Carl Pauling, Ralph Brazelton Peck, Kenneth Pitzer, James Augustine Shannon, Abel Wolman, Chien-Shiung Wu
- 1975: John Warner Backus, Manson Benedict, Hans Bethe, Wernher von Braun, Shiing-Shen Chern, George Dantzig, Hallowell Davis, Paul Gyorgy, Sterling Hendricks, Joseph O. Hirschfelder, William Hayward Pickering, Lewis H. Sarett, Frederick Terman, Orville Vogel, E. Bright Wilson
- 1976: Morris Cohen, Kurt Friedrichs, Peter Carl Goldmark, Samuel Abraham Goudsmit, Roger Charles Louis Guillemin, Herbert S. Gutowsky, Erwin Wilhelm Müller, Keith R. Porter, Efraim Racker, Frederick D. Rossini, Verner E. Suomi, Henry Taube, George Eugene Uhlenbeck, Hassler Whitney, Edward Osborne Wilson
- 1979: Robert H. Burris, Elizabeth C. Crosby, Joseph Doob, Richard Feynman, Donald Ervin Knuth, Arthur Kornberg, Emmett N. Leith, Hermann F. Mark, Raymond D. Mindlin, Robert Noyce, Severo Ochoa, Earl R. Parker, Edward Mills Purcell, Simon Ramo, John H. Sinfelt, Lyman Spitzer, Earl Reece Stadtman, George Ledyard Stebbins, Paul Alfred Weiss, Victor Weisskopf
- 1981: Philip Handler
- 1982: Philip W. Anderson, Seymour Benzer, Glenn W. Burton, Mildred Cohn, F. Albert Cotton, Ed Heinemann, Donald L. Katz, Yōichirō Nambu, Marshall Harvey Stone, Gilbert Stork, Edward Teller, Charles H. Townes
- 1983: Howard L. Bachrach, Paul Berg, Margaret Burbidge, Maurice Goldhaber, Herman Heine Goldstine, William Hewlett, Roald Hoffmann, Helmut E. Landsberg, George Low, Walter Munk, George C. Pimentel, Frederick Reines, Wendell L. Roelofs, Bruno Rossi, Berta Scharrer, John Robert Schrieffer, Isadore M. Singer, John G. Trump, Richard N. Zare
- 1986: Solomon J. Buchsbaum, Stanley Cohen, Horace R. Crane, Herman Feshbach, Harry Gray, Donald Henderson, Robert Hofstadter, Peter Lax, Yuan T. Lee, Hans Wolfgang Liepmann, Tung-Yen Lin, Carl S. Marvel, Vernon Mountcastle, Bernard M. Oliver, George Emil Palade, Herbert Simon, Joan Steitz, Frank Westheimer, Chen Ning Yang, Antoni Zygmund
- 1987: Philip Hauge Abelson, Anne Anastasi, Robert B. Bird, Raoul Bott, Michael Ellis DeBakey, Theodor O. Diener, Harry Eagle, Walter Elsasser, Michael Freedman, William S. Johnson, Har Gobind Khorana, Paul Christian Lauterbur, Rita Levi-Montalcini, George Pake, H. Bolton Seed, George Stigler, Walter H. Stockmayer, Max Tishler, James Van Allen, Ernst Weber
- 1988: William O. Baker, Konrad Bloch, David Allan Bromley, Michael Stuart Brown, Paul Chu, Stanley N. Cohen, Elias James Corey Jr., Daniel C. Drucker, Milton Friedman, Joseph Leonard Goldstein, Ralph Gomory, Willis Hawkins, Maurice Hilleman, George W. Housner, Eric Richard Kandel, Joseph B. Keller, Walter Kohn, Norman Foster Ramsey, Jack Steinberger, Rosalyn Sussman Yalow
- 1989: Arnold Orville Beckman, Richard B. Bernstein, Melvin Calvin, Harry George Drickamer, Katherine Esau, Herbert Grier, Viktor Hamburger, Samuel Karlin, Philip Leder, Joshua Lederberg, Saunders Mac Lane, Rudolph Arthur Marcus, Harden M. McConnell, Eugene N. Parker, Robert P. Sharp, Donald Spencer, Roger Sperry, Henry Stommel, Harland G. Wood
- 1990: Baruj Benacerraf, Elkan R. Blout, Herbert W. Boyer, George F. Carrier, Allan McLeod Cormack, Mildred Dresselhaus, Karl A. Folkers, Nick Holonyak, Leonid Hurwicz, Stephen Cole Kleene, Daniel E. Koshland, Edward B. Lewis, John McCarthy, Edwin Mattison McMillan, David G. Nathan, Robert Pound, Roger Revelle, John D. Roberts, Patrick Suppes, Edward Donnall Thomas
- 1991: Mary Ellen Avery, Ronald Breslow, Alberto Calderón, Gertrude Belle Elion, George H. Heilmeier, Dudley R. Herschbach, George Evelyn Hutchinson, Elvin A. Kabat, Robert W. Kates, Luna Leopold, Salvador Edward Luria, Paul A. Marks, George A. Miller, Arthur L. Schawlow, Glenn Theodore Seaborg, Folke K. Skoog, Guyford Stever, Edward C. Stone, Steven Weinberg, Paul Charles Zamecnik
- 1992: Eleanor J. Gibson, Allen Newell, Calvin Quate, Eugene Shoemaker, Howard E. Simmons, Maxine F. Singer, Howard M. Temin, John Roy Whinnery
- 1993: Alfred Y. Cho, Donald J. Cram, Val Fitch, Salome Gluecksohn-Waelsch, Norman Hackerman, Martin Kruskal, Daniel Nathans, Vera Rubin
- 1994: Ray W. Clough, John Cocke, Thomas Eisner, George S. Hammond, Robert King Merton, Elizabeth F. Neufeld, Albert Overhauser, Frank Press
- 1995: Thomas R. Cech, Hans Georg Dehmelt, Peter Goldreich, Hermann A. Haus, Isabella L. Karle, Louis Nirenberg, Alexander Rich, Roger Shepard
- 1996: Wallace S. Broecker, Norman Davidson, James L. Flanagan, Richard M. Karp, C. Kumar N. Patel, Ruth Patrick, Paul A. Samuelson, Stephen Smale
- 1997: William K. Estes, Darleane C. Hoffman, Harold S. Johnston, Marshall Rosenbluth, Martin Schwarzschild, James Watson, Robert Allan Weinberg, George Wetherill, Shing-Tung Yau
- 1998: Bruce Ames, Don L. Anderson, John N. Bahcall, John W. Cahn, Cathleen Synge Morawetz, Janet Rowley, Eli Ruckenstein, George M. Whitesides, William Julius Wilson
- 1999: David Baltimore, Felix Browder, Ronald Coifman, James Cronin, Jared Diamond, Leo Kadanoff, Lynn Margulis, Stuart A. Rice, John Ross, Susan Solomon, Robert Merton Solow, Kenneth N. Stevens
- 2000: Nancy C. Andreasen, John D. Baldeschwieler, Gary Becker, Yuan-Cheng B. Fung, Ralph Hirschmann, Willis E. Lamb, Jeremiah P. Ostriker, Peter H. Raven, John Griggs Thompson, Karen Uhlenbeck, Gilbert F. White, Carl Woese
- 2001: Andreas Acrivos, Francisco J. Ayala, George Fletcher Bass, Mario Capecchi, Marvin L. Cohen, Ernest R. Davidson, Raymond Davis junior, Ann M. Graybiel, Charles David Keeling, Gene Likens, Victor Almon McKusick, C. R. Rao, Gabor A. Somorjai, Elias Stein, Harold Elliot Varmus
- 2002: Leo L. Beranek, John I. Brauman, James E. Darnell, Richard Garwin, James Glimm, William Jason Morgan, Evelyn M. Witkin, Edward Witten
- 2003: John Michael Bishop, Brent Dalrymple, Carl R. de Boor, Riccardo Giacconi, Duncan Luce, John M. Prausnitz, Solomon H. Snyder, Charles Yanofsky
- 2004: Kenneth Arrow, Norman Ernest Borlaug, Robert N. Clayton, Edwin N. Lightfoot, Stephen Lippard, Philip Allen Sharp, Thomas E. Starzl, Dennis Sullivan
- 2005: Jan D. Achenbach, Ralph Alpher, Gordon H. Bower, Bradley Efron, Anthony Fauci, Tobin Marks, Lonnie Thompson, Torsten N. Wiesel
- 2006: Hyman Bass, Marvin Caruthers, Rita R. Colwell, Peter Dervan, Nina V. Fedoroff, Daniel Kleppner, Robert S. Langer, Lubert Stryer
- 2007: Fay Ajzenberg-Selove,  Mostafa A. El-Sayed, Leonard Kleinrock, Robert J. Lefkowitz, Bert W. O'Malley, Charles P. Slichter, Andrew J. Viterbi, David J. Wineland
- 2009: Berni Alder, James E. Gunn, Francis S. Collins, Joanna S. Fowler, Elaine Fuchs, Rudolf E. Kalman, Michael I. Posner, JoAnne Stubbe, J. Craig Venter
- 2010: Ralph L. Brinster, Shu Chien, Rudolf Jaenisch, Jacqueline K. Barton, Peter J. Stang, Richard A. Tapia, Srinivasa S.R. Varadhan
- 2011: Allen Bard, Sallie Chisholm, Sidney Drell, Sandra Faber, Sylvester James Gates, Solomon Wolf Golomb, John Bannister Goodenough, Marion Frederick Hawthorne, Leroy Hood, Barry Mazur, Lucy Shapiro, Anne Treisman
- 2012: Robert Axelrod, Bruce Alberts, May Berenbaum, David Blackwell, Alexandre Chorin, Thomas Kailath, Judith Klinman, Jerrold Meinwald, Burton Richter, Sean Solomon
- 2013: Michael Artin, Rakesh Jain, Geraldine Richmond
- 2014: Paul Alivisatos, Albert Bandura, Stanley Falkow, Shirley Ann Jackson, Mary-Claire King, Simon Levin
- 2022: Huda Akil, Shelley E. Taylor, Gebisa Ejeta, Eve Marder, Gregory Petsko, Sheldon Weinbaum, Subra Suresh, Barry Barish, Myriam Sarachik
- 2024: Larry Martin Bartels, Bonnie L. Bassler, Angela Marie Belcher, Helen M. Blau, Emery Neal Brown, G. David Tilman, Teresa Kaye Woodruff, R. Lawrence Edwards, John O. Dabiri, Ingrid Daubechies, Cynthia Dwork, Richard B. Alley, Wendy L. Freedman, Keivan G. Stassun